# Ursental mit unterem Bräunisberg
Das Ursental mit unterem Bräunisberg ist ein vom Landratsamt Tuttlingen am 28. September 1992 durch Verordnung ausgewiesenes Landschaftsschutzgebiet auf dem Gebiet der Stadt Tuttlingen.

## Lage
Das Landschaftsschutzgebiet Ursental mit unterem Bräunisberg liegt nordwestlich des Stadtteils Nendingen. Es liegt an der Grenze der Naturräume Baaralb und Oberes Donautal und Hohe Schwabenalb.
Das Gebiet befindet sich in der geologischen Einheit des Oberjura. Das Ursental hat sich hier in die Wohlgeschichteten Kalke eingegraben, die größtenteils mit holozänen Abschwemmmassen überdeckt sind.

## Landschaftscharakter
Die Sohle des Ursentals und der Hangfuß des Bräunisbergs sind von Wiesen und Äckern geprägt. Die dicht bewaldeten Talhänge liegen größtenteils außerhalb des Landschaftsschutzgebiets.

## Zusammenhängende Schutzgebiete
Das Landschaftsschutzgebiet überschneidet sich in Teilen mit dem FFH-Gebiet Großer Heuberg und Donautal und dem Vogelschutzgebiet Südwestalb und Oberes Donautal. Es liegt im Naturpark Obere Donau.